# بائین گجری
بائین گجری (به انگلیسی: Bain Gojri) یک منطقهٔ مسکونی در پاکستان است که در خیبر پختونخوا واقع شده‌است. بائین گجری ۱٬۰۹۳ متر بالاتر از سطح دریا واقع شده‌است.